# Prosoeca longipennis
Prosoeca longipennis är en tvåvingeart som först beskrevs av Friedrich Hermann Loew 1858.  Prosoeca longipennis ingår i släktet Prosoeca och familjen Nemestrinidae. Inga underarter finns listade i Catalogue of Life.